# Лапа-душ-Диньейруш
Лапа-душ-Диньейруш (порт. Lapa dos Dinheiros)  —  район (фрегезия) в Португалии,  входит в округ Гуарда. Является составной частью муниципалитета  Сейя. Находится в составе крупной городской агломерации Большое Визеу. По старому административному делению входил в провинцию Бейра-Алта. Входит в экономико-статистический  субрегион Серра-да-Эштрела, который входит в Центральный регион. Население составляет 416 человек на 2001 год. Занимает площадь 7,84 км².

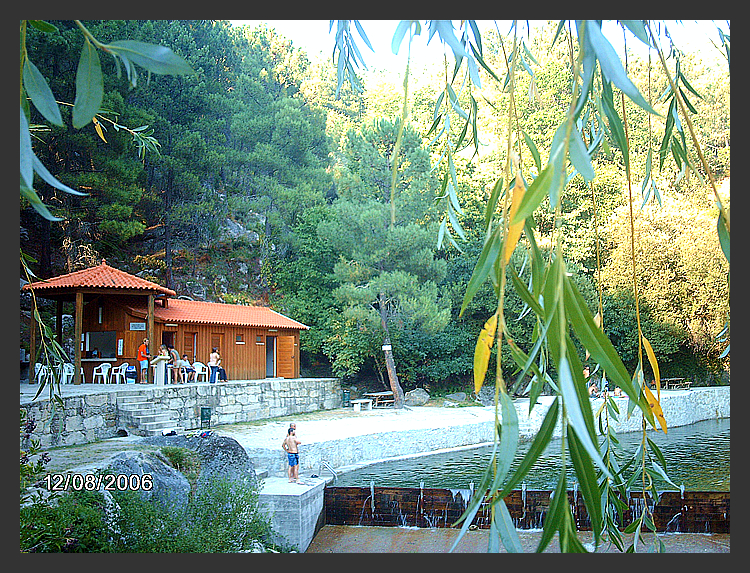